# Ayoun el Atrous

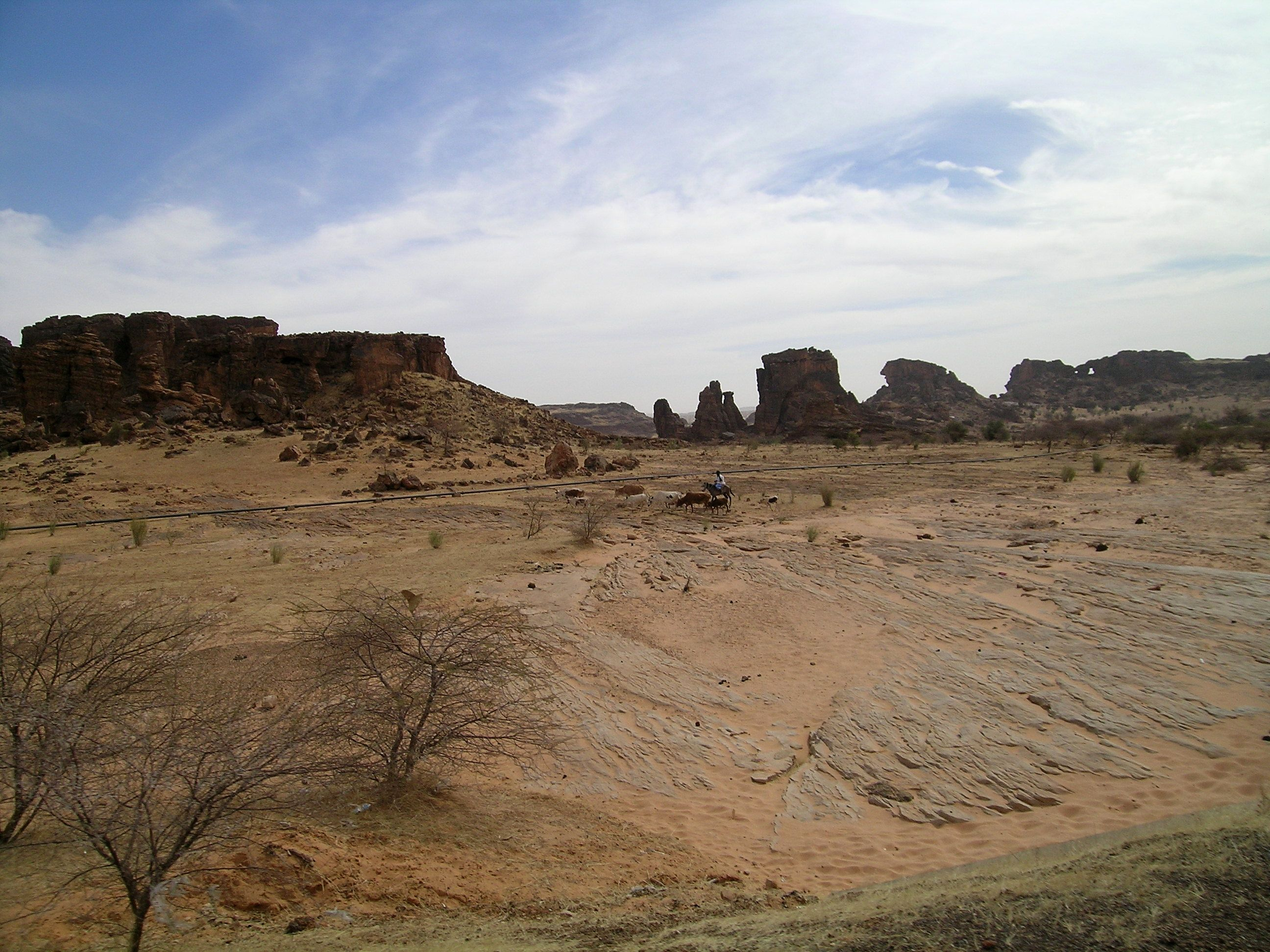
Perto de Ayoun el-Atrous, na Mauritânia.

Ayoun al Atrous (em árabe: عيون العتروس; também conhecida como Aioun el Atrouss) é uma cidade no sul da Mauritânia, país da África Ocidental. Ele está localizado por volta da coordenada 16° 40′ 00″ N, 9° 37′ 00″ O. É a capital da região de Hodh El Gharbi. A cidade é servida pelo Aeroporto de Aioun el Atrouss, 6 km a noroeste da cidade. A cidade está localizada na área sul de Aoukar, uma antiga bacia de lago.
Ayoun al Atrous foi uma das paradas do Rally Dakar 2007.

## População
A população da cidade cresceu de forma constante. Em 1977, eram 8.528 e em 1988 já eram 12.445 pessoas, em 2000 caiu ligeiramente para 11.867. Em 2005, a população da cidade foi estimada em 12.635. Isso a classificou em 32º lugar na lista das maiores cidades da Mauritânia em 2005 e foi a segunda maior cidade de Hodh El Gharbi depois de Tintane.